# ACF Brescia Femminile
La Associazione Calcio Femminile Brescia Femminile (en italiano: Asociación Fútbol Femenino Brescia Femenino) es un club italiano de fútbol femenino, con sede en la ciudad de Brescia, en la región de Lombardía. Fue fundado en 1985 y actualmente compite en la Serie B, la segunda división femenina italiana.
En su palmarés cuenta con dos ligas italiana, tres Copas Italia y cuatro Supercopas italianas. Viste de azul con una V blanca en el pecho y juega de local en el Estadio Comunale de Palazzolo sull'Oglio.

## Historia
Fue fundado en el año 1985 como F.C.F. Capriolo Arredamenti Ostilio en Capriolo, ciudad en la Provincia de Brescia. Cinco años más tarde, el club cambió su denominación a A.C.F. Pro Bergamo y trasladó su sede a Bérgamo para agrandar el sector juvenil. En la temporada 2005/06 volvió a Capriolo y se denominó con el nombre actual: A.C.F. Brescia Femminile.

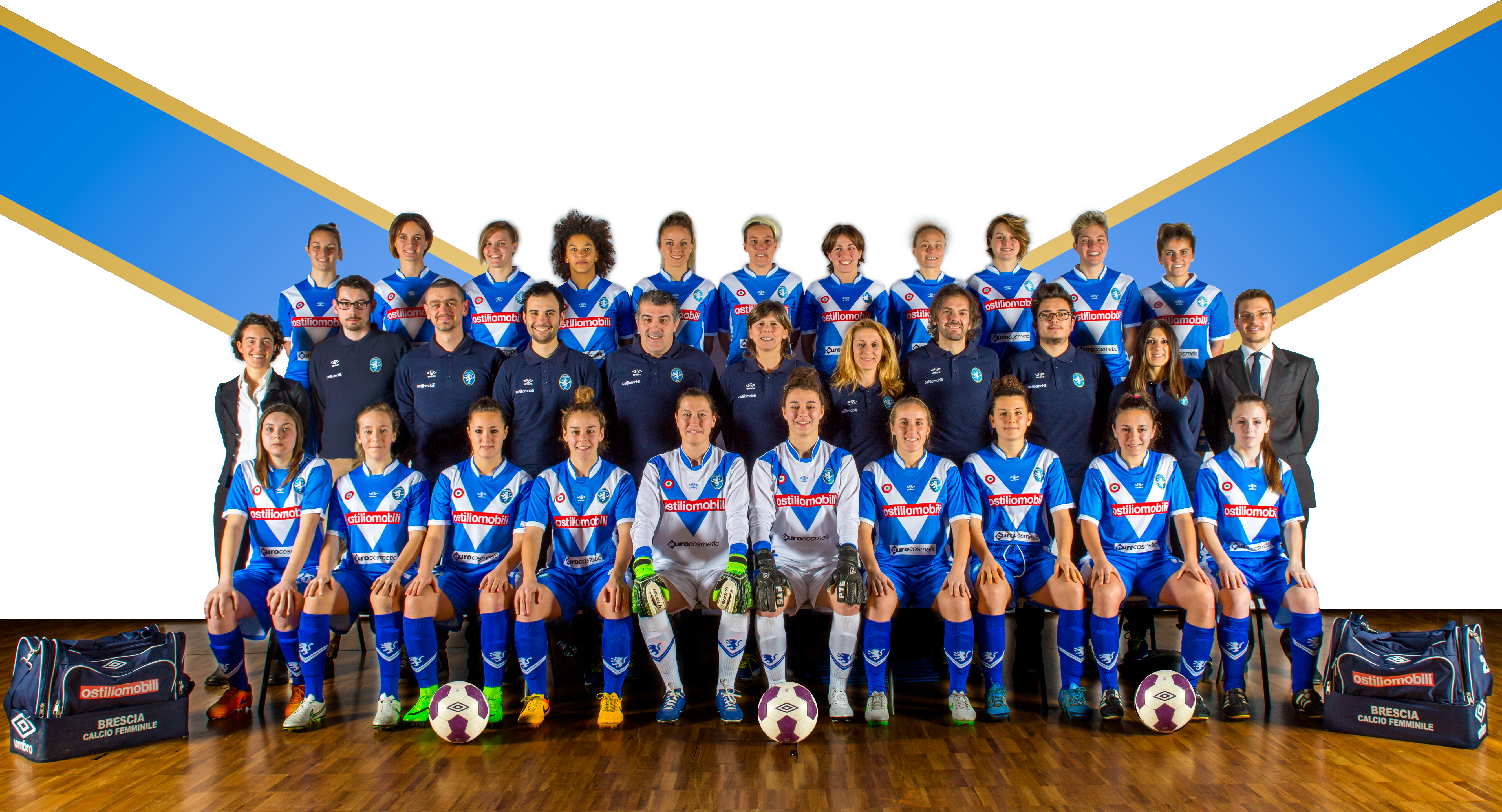
Foto oficial de la temporada 2015-16.

Este cambio coincidió con su segundo descenso a la tercera división, donde se quedó dos temporadas. Al término de la 2008/09 el Brescia por fin ascendió a la Serie A, la máxima división del fútbol femenino en Italia. En la temporada 2011/12 llegó el primer trofeo, con la victoria de la Copa Italia. En la temporada 2013/14 el Brescia se coronó campeón de la liga italiana. La temporada siguiente ganó su segunda Copa Italia y la Supercopa italiana, trofeo que logró también en la edición 2015. También la temporada 2015/16 fue exitosa, ya que las brescianas ganaron su segunda liga y la tercera Copa Italia.
En el 2018 el club tuvo que vender su cupo al Associazione Calcio Milan por problemas financieros.

## Títulos
- 2  Ligas italiana: 2014, 2016
- 3 Copas Italia: 2012, 2015, 2016

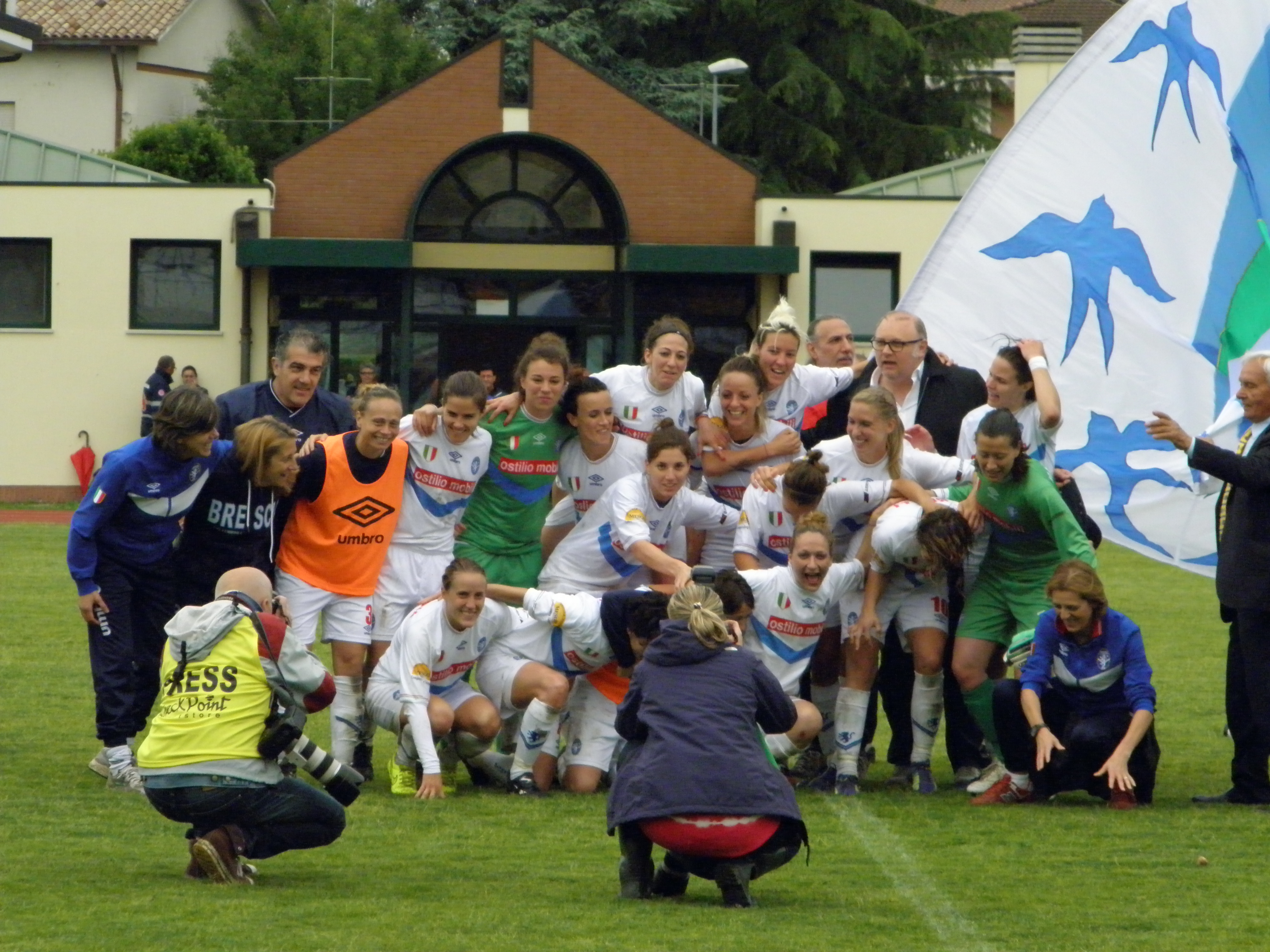
El equipo celebrando la Copa Italia 2015.

- 4 Supercopas italianas: 2014, 2015, 2016, 2017
- 1 Serie A2, Grupo A: 2009
- 1 Serie B, Grupo A: 2007[3]